# Scarlet Page
Scarlet Lilith Eleida Page (Londra, 24 marzo 1971) è una fotografa inglese, figlia del chitarrista dei Led Zeppelin, Jimmy Page e della modella francese Charlotte Martin, soprannominata "Rock 'n' roll photographer" per i suoi ritratti delle celebrità della musica rock.

## Biografia
Nata a Londra, Scarlet Page fece una breve apparizione nel film dei Led Zeppelin del 1976 The Song Remains the Same (durante i momenti finali della sequenza "The Scarecrow", insieme a sua madre Charlotte), che fu girato in Germania nell'ottobre 1973. Il 15 ottobre 1974, Jimmy Page, Keith Richards, Ian Stewart, Ric Grech al basso e Bruce Rowland alla batteria, registrarono un inedito strumentale agli Island Studios che chiamarono "Scarlet", in suo onore. Il brano, che suscitò inizialmente voci su un possibile album solista del padre, divenne secondo dei tre inediti inseriti dagli Rolling Stones nell'album Goats Head Soup 2020 rilasciato a luglio del 2020. Venne cresciuta in Inghilterra, soggiornando a Plumpton Place nell'East Sussex (1971-1979), e successivamente alla Old Mill House a Mill Lane, Berkshire, dove imparò anche a suonare il pianoforte. Era nell'auto guidata dalla moglie di Robert Plant, Maureen, quando la loro Austin Mini scivolò fuori strada e si scontrò con un albero sull'isola greca di Rodi il 4 agosto 1975. Page rimase illesa.

## Carriera
Page studiò all'Università di Westminster di Londra, dove si laureò in fotografia, film e video. Dopo un apprendistato con il fotografo Ross Halfin, le venne commissionato un servizio fotografico del cantante dei Soundgarden Chris Cornell, per la rivista di musica rock Raw Magazine nel 1993. Sviluppando una narrativa in stile documentario, Page fu abile a sperimentare ritratti dal vivo degli The Smashing Pumpkins e Beastie Boys durante il tour Lollapalooza nel Nord America del 1994. Le riprese di quello che fu il primo grande successo di Page, avvennero nel 1995, con la pubblicazione del servizio sull'acclamato album A Northern Soul dei The Verve. Da allora, il lavoro di Page apparve nelle pubblicazioni musicali Q Magazine, Kerrang!, Blender e Spin.
Nel giugno 1999, Page organizzò una mostra di beneficenza intitolata Scream per Task Brazil e ABC Trust. Seguirono progetti con il cantante Robbie Williams, per la sua pubblicazione multiplatino Sing When You're Winning nel 2000, dove Page fornì le foto per l'artwork, così come i contenuti per il fotogiornale del tour di Williams del 2001 Somebody Someday, e il successivo DVD del 2002 Nobody Someday. Nel 2004, Page venne nominata fotografa ufficiale della band britannica The Darkness. Page collaborò, tra gli altri, con i Foo Fighters, The Black Crowes, The Rolling Stones, Stereophonics, Linkin Park, Red Hot Chili Peppers (a luglio del 2004, il magazine MOJO pubblicò il suo servizio fotografico Red Hot Chili Peppers: The LA Punks Who Defied Death, Grunge And a Burning Crack Den e una delle foto divenne la cover del mese), Placebo e Gomez.  Dal suo debutto nel 2006, Page curò la fotografia della trasmissione The Album Chart Show su Channel 4. Il 10 settembre 2007, Page presentò una mostra fotografica presso la Royal Albert Hall intitolata Your Child, che ritraeva le vite delle celebrità e dei loro figli, seguita dal suo contributo alla mostra fotografica Visions of Dylan del 1 ottobre 2007 al The Hospital di Covent Garden, Londra.
A maggio 2008, come parte del loro Spanking New Music Tour, la rete televisiva MTV le affidò la cronaca della scena musicale britannica di quel mese. Nel 2009, Page venne incaricata dall'ente benefico veterinario Pet Healthcare (PDSA) per un calendario intitolato Pet Pawtraits che ritraeva le celebrità con i loro animali domestici.
Nel 2017 Page realizzò il progetto Resonators 2018, una serie di ritratti di chiaristi iconici tra i quali Slash, Noel Gallagher, Paul Weller, Brian May e Sir Paul McCartney. Dal progetto nacquero una mostra preso il cinema londinese ArtHouse i cui ricavati andarono in beneficenza al Teenage Cancer Trust e un calendario pubblicato da Werkkraft.
()

## Vita privata
Page e il suo compagno Tom Brown divennero genitori l'8 ottobre 2007, con la nascita di Martha Alice Brown; il loro figlio Griffin nacque più tardi. Page sposò Tom Brown l'8 agosto 2009.

## Progetti fotografici
- Teenage Wildlife: 25 annos of Ash per Ash (2020)[21]
- Radical Action to Unseat the Hold of Monkey Mind(2016) per King Crimson
- Live at the Orpheum (2015) per King Crimson
- The Story: The Very Best of Spandau Ballet (2014) per	Spandau Ballet
- The Elements: 2014 Tour Box (2014) per King Crimson
- Moon Landing (2013) per James Blunt
- Hot Cakes (2012) per The Darkness
- Generation Freakshow (2012) per Feeder
- Celebration Day (2012) per Led Zeppelin
- Decade in the Sun: Best of Stereophonics (2008) per Stereophonics
- Rise (2006) per The Answer
- Music Is Power [5 Track Single] (2013) per Richard Ashcroft
- Live from Dakota (2006) per Stereophonics
- Don't Let It Go to Waste (2006) per Matt Willis
- Deeper Than Gravity (2006) per Ben Taylor
- This Town Ain't Big Enough for the Both of Us (2005) per Boston Pops Orchestra / British Whale / Justin Hawkins
- The Best of Babes in Toyland and Kat Bjelland (2004) per Babes in Toyland
- Crave (2002) per Cyclefly
- Whales & Dolphins: The Best Of Terrorvision (2001) per Terrorvision
- Performance and Cocktails (1999) per Stereophonics
- Bring It On (1998) per Gomez
- Polythene (1997) per Feeder

## Filmografia
- Led Zeppelin: Celebration Day (2012)[22]
- Cameraman: The Life and Work of Jack Cardiff, documentario (2010)
- The Album Chart Show, serie tv (2006, 20 episodi)[23]
- Nobody Someday (2002)
- The Song Remains the Same (1976)